# Đuro Purišić
Đuro Purišić (1917. – 4. prosinca 1966.), nekadašnji igrač Hajduka iz tridesetih godina. Za Bile je nastupio 112 puta i postigao jedan zgoditak u 60 službenih nastupa, a odigrao je i 52 prijateljske utakmice.
Prvi Đurin nastup bio je 22. travnja 1934. za kup Jugoslavije protiv Jugoslavije iz Beograda, a nastupa u prvom sastavu. Ovu utakmicu protiv beogradske Jugoslavije Hajduk je odigrao s 2:2, a golove su postigli Kragić i Benčić. Uz njih nastupili su i Krstulović (branka), J. Matošić, Radošević, Težoro, Dešković, Benčić, Žulj, V. Kragić, Lemešić i Rosić.
Purišić je za Bile igrao u 8 osam utakmica za kup, i u pet utakmica Splitskog podsaveza. Svoj jedini zgoditak postigao je protiv BSK-a u Splitu 7. ožujka 1937, koju je Hajduk dobio s 4:2 (uz jedan svoj autogol), ostali strijelci bili su Blažević i Lemešić.
Poginuo je u prometnoj nesreći 4. prosinca 1966. kod Čeveljuša kraj Ploča, na povratku s utakmice Velež-Hajduk u Mostaru.
Statistika u Hajduku
| Natjecanje        | Nastupi | Zgoditci |
| ----------------- | ------- | -------- |
| Prvenstvo         | 47      | 1        |
| Kup               | 8       | 0        |
| Superkup          | 0       | 0        |
| Međunarodne       | 0       | 0        |
| Splitski podsavez | 5       | 0        |
| Ukupno            | 60      | 1        |
| Prijateljske      | 52      | 0        |
| Sveukupno         | 112     | 1        |